# Marie Schellinck
Marie Schellinck (geboren am 25. Juli 1757 in Gent; gestorben am 1. September 1840 in Menen) war eine belgische Soldatin während der Französischen Revolution.

## Leben
Sie schloss sich 1792 in Männerkleidung dem 2. belgischen Bataillon der französischen Armee an und nahm im selben Jahr an der Schlacht von Jemappes teil, wo sie schwer verwundet wurde. Am 10. November 1792, vier Tage nach der Schlacht, wurde sie zum Unterleutnant befördert. Sie quittierte 1795/96, nunmehr enttarnt, den Dienst und heiratete den Leutnant Louis-Joseph Decarmin. Sie folgte ihrem Ehemann in den folgenden Jahren auf den Feldzügen nach Italien. Sie ließ sich mit ihm nach seiner Pensionierung im Januar 1808 in Lille nieder.

## Legende um den Orden der Ehrenlegion

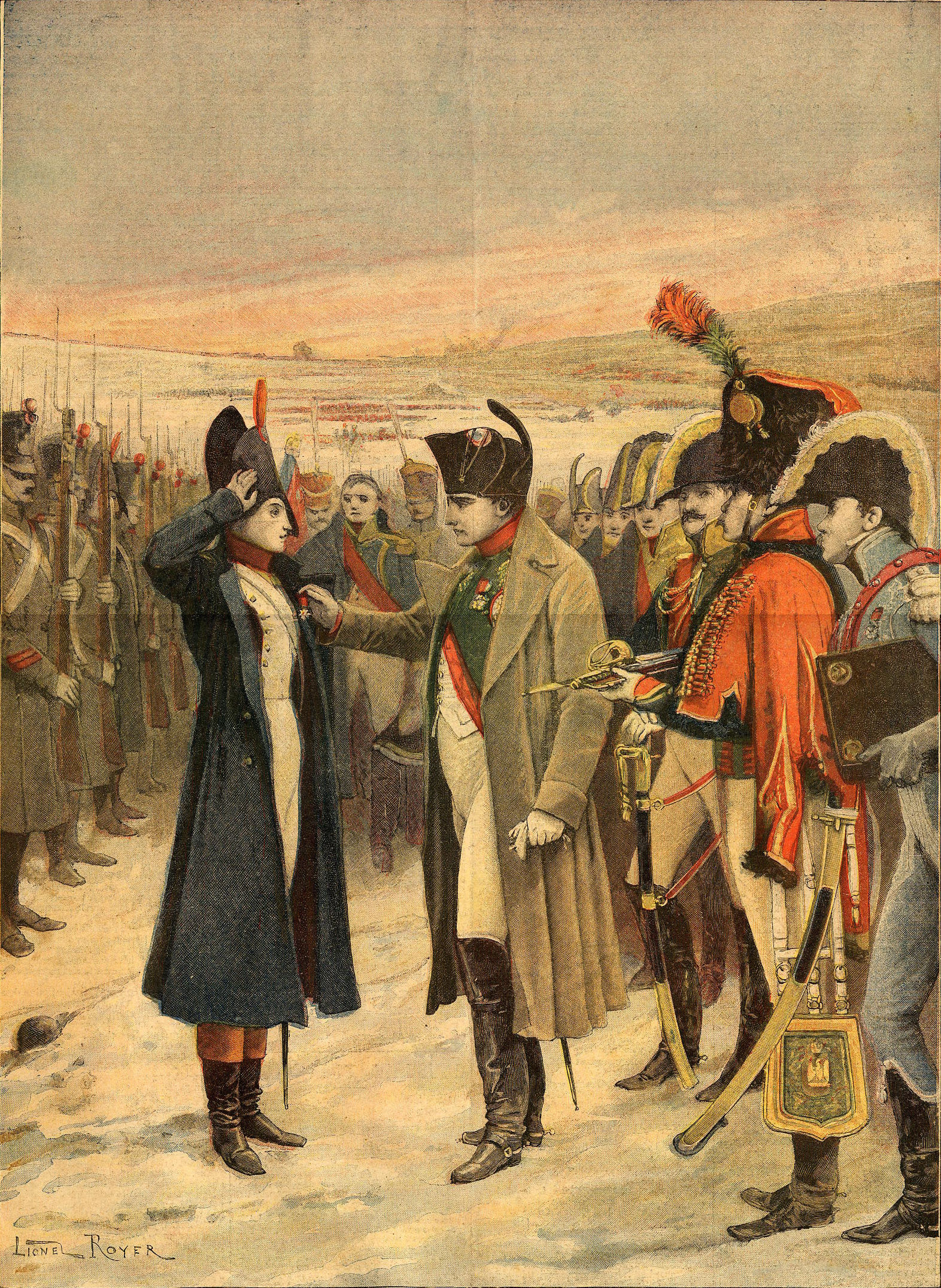
Fiktive Auszeichnung von Marie Schellinck.

Es wird, ohne Erwähnung eines Ehemanns, berichtet, dass sie nach Jemappes noch vierzehn Jahre lang an zahlreichen weiteren Schlachten (Arcole, Marengo, Austerlitz, Jena und Auerstedt und der Polenkampagne 1807) teilnahm, erst 1806 zum Unterleutnant befördert wurde, und am 20. Juni 1808 von Napoleon bei seinem Einzug in Gent persönlich zum Ritter der Ehrenlegion ernannt worden sei und von ihm und der Kaiserin Geschenke sowie eine Pension von 700 Franc erhielt. Dabei handelt es sich um eine seit der zweiten Hälfte des 19. Jahrhunderts häufig kolportierte Legende, zu der 1890 auch eine Illustration angefertigt wurde; nach dieser Legende trug sie auch den zweiten Vornamen Jeanne.
Napoleon hielt sich im Juni 1808 in Bayonne in Südfrankreich auf und beschäftigte sich an dem erwähnten Tag mit der Ratifizierung der italienischen Verfassung. 1909 erwiderte Léonce Grabilier seinem Kollegen Louis Stroobant, welcher die Legende erneut veröffentlicht hatte, Napoleon I. habe niemals einer Frau den Orden verliehen, auch wenn er 1805 darum gebeten worden sei. Auch 1816 und 1821 sollen Fürbitten für Schellinck abschlägig beantwortet worden sein, mit der Begründung des damaligen Großkanzlers: Keine Frau sei bekannt, die jemals Teil des Ordens sei; und keinesfalls sei einer jemals der Orden verliehen worden.
Der erste Orden der Ehrenlegion, der an eine Frau verliehen wurde, ging erst 1851 an Marie-Angélique Duchemin.